# Cottessen 5 (Vijlen)
Cottessen 5 is een vakwerkboerderij in de buurtschap Cottessen bij het dorp Vijlen in de Nederlandse provincie Limburg. Het woongedeelte van de boerderij is gebouwd in de 16e eeuw en wordt gekenmerkt door de opbouw met andreaskruizen. Naast het woongedeelte staat een bedrijfsgedeelte uit de 18e eeuw. Het pand is een rijksmonument en staat in de 'Top 100 van de Rijksdienst voor de Monumentenzorg' uit 1990.

## Afbeeldingen

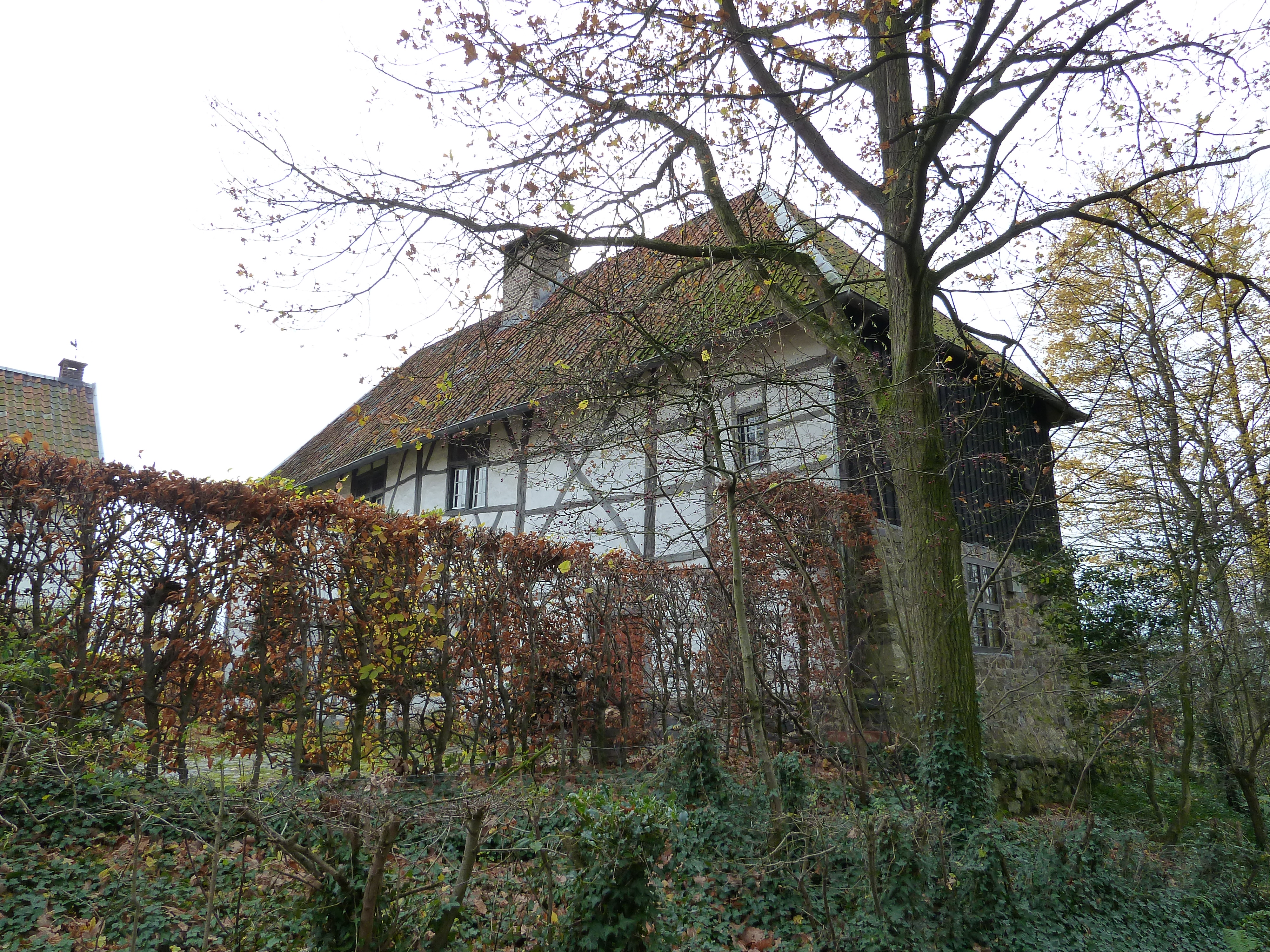
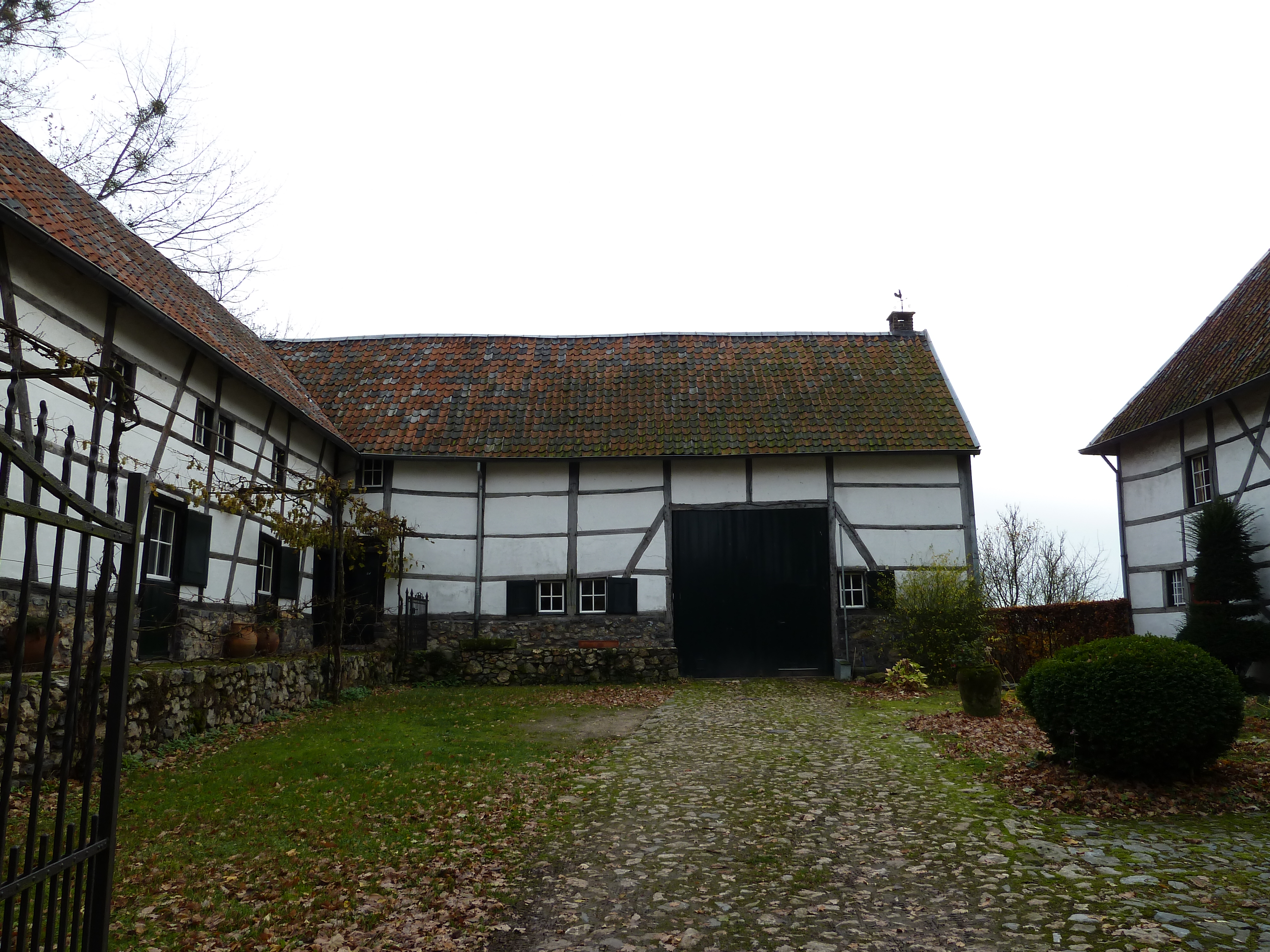
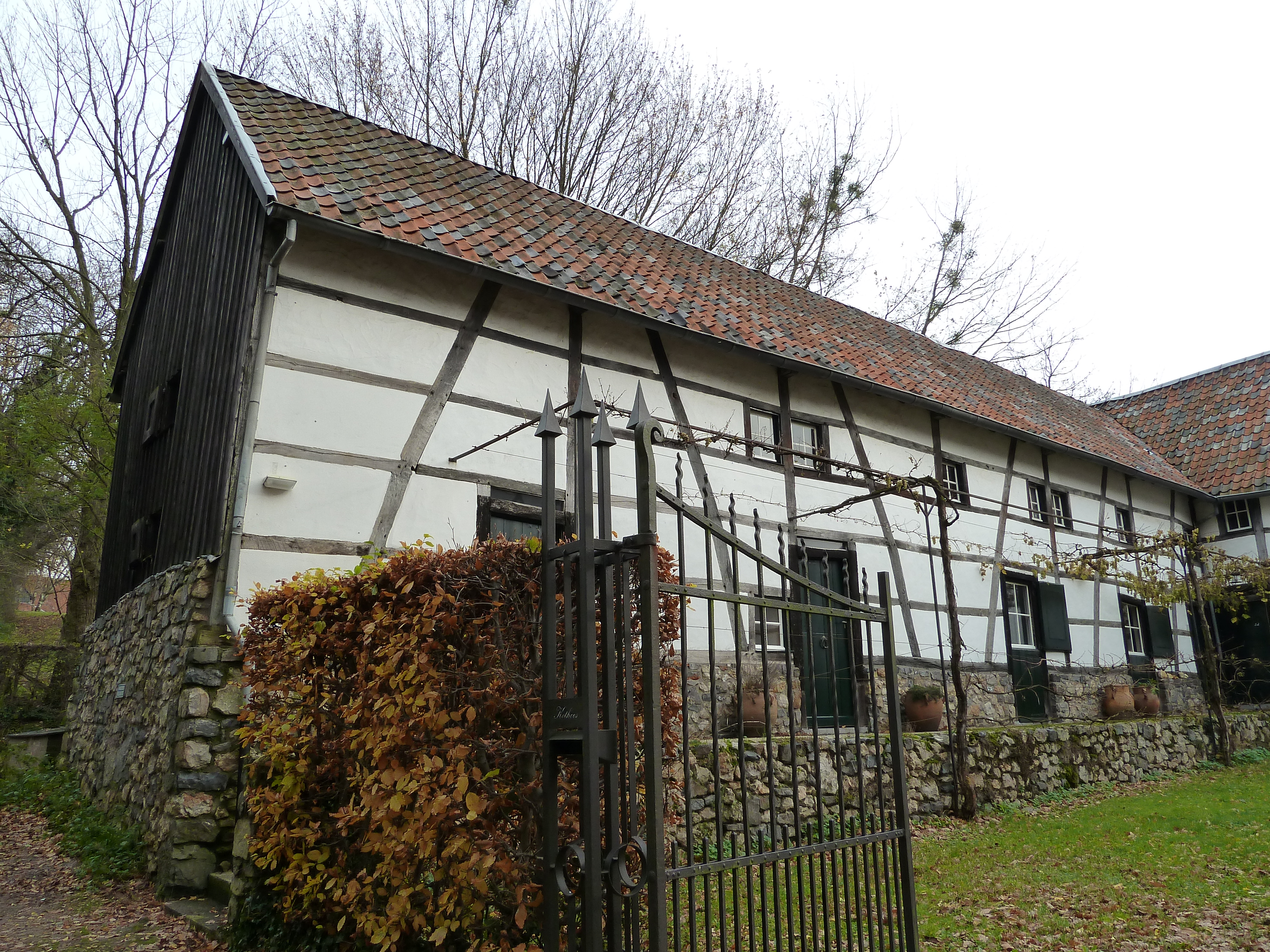
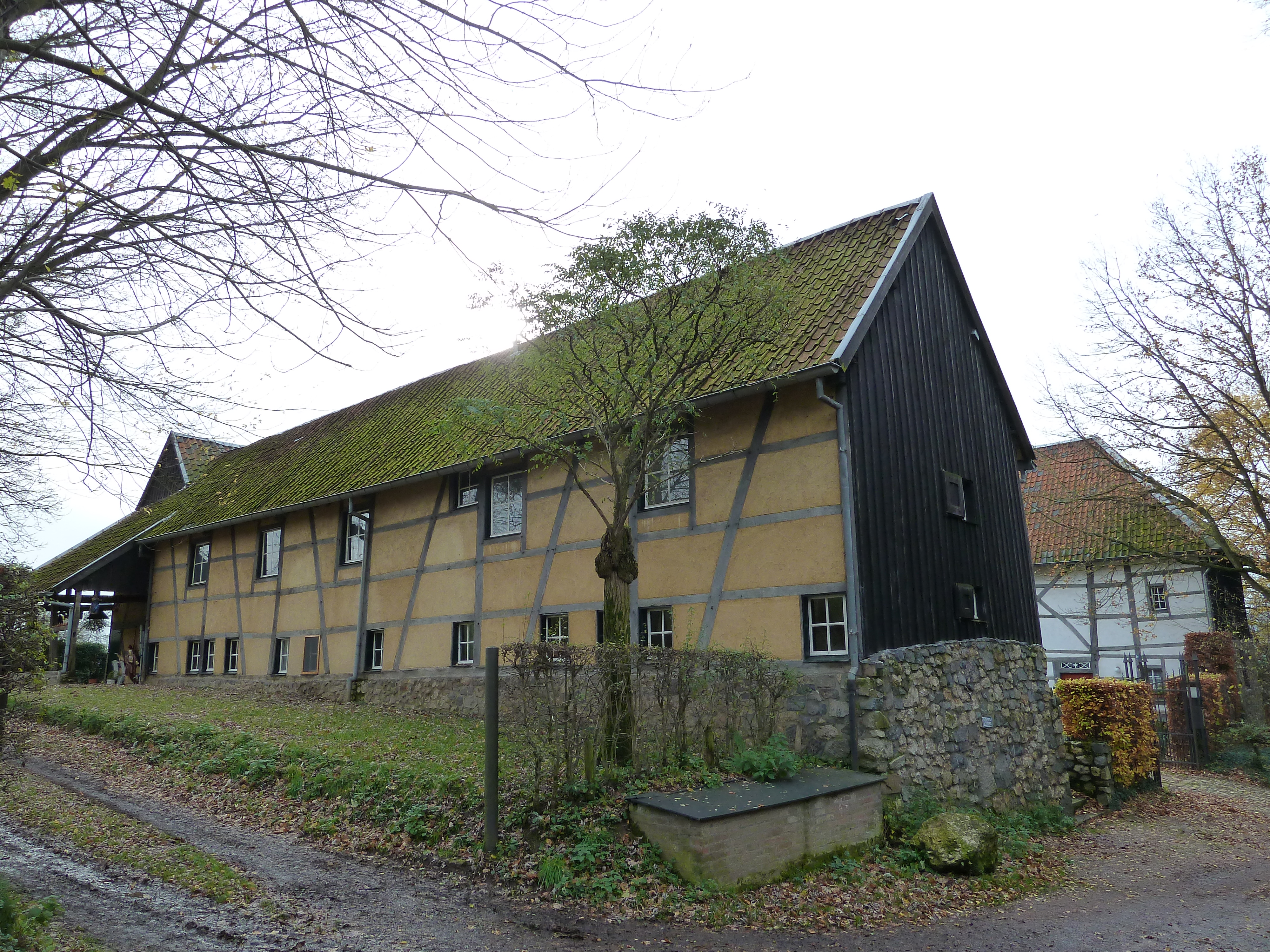